# Andrea Massucchi
Andrea Massucchi (Italia, 28 de diciembre de 1974 - 16 de noviembre de 1997) fue un gimnasta artístico italiano, especialista en la prueba de salto de potro, con la que ha logrado ser subcampeón del mundo en 1996.

## 1996
En el Mundial celebrado en San Juan (Puerto Rico) gana la plata en salto de potro, tras el ruso Alexei Nemov (oro) y empatado con el surcoreano Hong Chul Yeo, que también ganó la plata.